# Бекмуратова, Салима Саидовна
Салима Саидовна Бекмуратова (17 декабря 1932, Кара-Сууский район, Ошская область, Киргизская АССР, РСФСР, СССР — 13 октября 1995, Бишкек, Кыргызская Республика) — оперная певица (сопрано). Народная артистка Киргизской ССР (1973), лауреат премии им. Токтогула Сатылганова.

## Детство и юность
Родилась в 1932 году в Кара-Сууском районе Ошской области в семье выдающегося кыл кыякиста Саида Бекмуратова. Осенью 1933 года в кишлак, где жила семья, приехал из столицы композитор Петр Шубин и предложил Саиду Бекмуратову поехать на постоянную работу в Киргизскую филармонию. Вместе с женой Уулчой и маленькой Салимой Саид отправился в далекую поездку — во Фрунзе, где прошел большой и интересный путь исполнителя-киякиста, композитора.
Постоянно слушая чудесные звуки кылкыяка и чоора, Салима с детства заучивала многие песни отца и мечтает быть только певицей. Она поет в школьном хоре, выступает на всех школьных вечерах, концертах, занимает первые места в конкурсах художественной самодеятельности, на городских олимпиадах.
В 1941 году её принимают без экзаменов во Фрунзенское музыкальное училище имени Мураталы Куренкеева. Окончив училище, Салима едет в Москву и по конкурсу поступает в Государственную консерваторию имени П. И. Чайковского, где училась у опытного педагога Ксении Ивановны Васьковой.
По окончании Московской государственной консерватории им. П. И. Чайковского (1947—1952) начинает творческую деятельность в Киргизском театре оперы и балета в качестве ведущей вокалистки.
Скончалась 13 октября 1995 года, похоронена на Ала-Арчинском кладбище.

## Творчество
31 октября 1952 года на сцене театра состоялась премьера оперы Джакомо Пуччини «Чио-Чио-Сан», где она спела партию мадам Баттерфляй. Эта дата и обозначила начало её творческого пути. Восхождение Салимы Бекмуратовой к вершинам творчества и признанию было стремительным, поклонники отдавали дань восхищения уникальному искусству замечательной артистки. Её голос звучал в концертных залах России, Украины, Белоруссии, Прибалтики, республиках Закавказья и Средней Азии, Казахстане, а также в Румынии,Польше, ГДР, Китае, Болгарии.

## Партии
Иоланта («Иоланта» П. Чайковского)
Маргарита («Фауст» Ш. Гуно)
Микаэла («Кармен» Ж. Бизе)
Аида («Аида» Дж. Верди)
Виолетта («Травиата» Дж. Верди)
Лиза («Пиковая дама» П. Чайковского)
Татьяна («Евгений Онегин» П. Чайковского)
Мадам Баттерфляй («Чио-Чио-Сан» Дж. Пуччини)
Джильда («Риголетто» Дж. Верди)
Царевна-Лебедь («Сказка о царе Салтане» Н. Римского-Корсакова)
Недда («Паяцы» Р. Леонкавалло)
Ай-Чурек («Ай-Чурек» В. Власова, А. Малдыбаева и В. Фере)
Тотуя («Токтогул» В. Власова, А. Малдыбаева и В. Фере)
Гульнар («Ак-Шумкар» С. Ряузова)
Джамиля («Джамиля» М. Раухвергера)
Айша («Айдар и Айша» А. Аманбаева и С. Германова)
Несомненно, высшие достижения Салимы Бекмуратовой были на оперной сцене, но огромный успех снискало и её камерное исполнительство, которое отличалось необыкновенной искренностью, сердечностью, полнотой и свободой. В репертуаре певицы были романсы, зарубежная и русская вокальная классика.

## Награды
- Орден Трудового Красного Знамени.
- Орден«Знак Почета».
- Медали
- Заслуженная артистка Киргизской ССР (1958).
- Народная артистка Киргизской ССР (1973).
- 1-я премия и золотая медаль конкурса вокалистов 4-го Всемирного фестиваля молодежи и студентов в Бухаресте (1953).

## Личная жизнь
Муж — член Союза кинематографистов СССР Юрий Сергеевич Шведов. Окончил ВГИК, работал на киностудиях «Мосфильм» и «Кыргызфильм». В 1962 году родился сын Александр.